# الشواف (المحفد)

تعديل مصدري - تعديل

الشواف هي إحدى قرى عزلة المحفد بمديرية المحفد التابعة لمحافظة أبين، بلغ تعداد سكانها 44 نسمة حسب تعداد اليمن لعام 2004.